# Súper Liga Americana de Rugby 2022
La Súper Liga Americana de Rugby de 2022 (por sus siglas, SLAR 2022) fue la tercera edición del torneo sudamericano de rugby profesional de franquicias organizado por Sudamérica Rugby. El torneo se disputó entre el 13 marzo y el 27 de mayo de 2022 a lo largo de varias sedes en Chile, Paraguay y Uruguay, con las fases finales disputándose en el Estadio Charrúa de Montevideo.
Peñarol Rugby de Uruguay se quedó con el torneo tras vencer 24-13 en la final a Selknam de Chile, consiguiendo así su primer título. La franquicia uruguaya terminó el campeonato con 10 victorias y 2 derrotas (ante Selknam y Olimpia en la fase regular), con 365 puntos a favor y 148 en contra. El uruguayo Manuel Ardao fue elegido como el mejor jugador del torneo, mientras que el chileno Francisco Urroz fue el máximo anotador, con 101 puntos. Tras la conclusión del torneo, Jaguares XV y Peñarol disputaron entre el 11 y 18 de junio la Challenge Cup of the Americas 2022 frente a equipos de Estados Unidos y Canadá, representando a la SLAR como campeones de las últimas dos temporadas.
Esta fue la última edición del torneo en su versión original, con Sudamérica Rugby pasando a denominar a su torneo profesional con el nombre de Super Rugby Americas a partir de la temporada 2023.

## Sistema de disputa
El torneo se disputó en dos etapas: una fase regular y una fase final. La fase regular se disputó bajo el sistema de todos contra todos a dos rondas, pero jugado en varias sedes en lugar de encuentros de ida y vuelta. La fase regular utilizó el sistema de puntos bonus, otorgando 4 puntos por partido ganado, 2 por empate y 0 por partido perdido; además de otorgar 1 punto bonus por convertir 4 tries o más en un partido y 1 punto bonus por perder por 7 o menos tantos de diferencia. Los cuatro mejor clasificados al finalizar la etapa clasificaron a la fase final.
La fase final se disputó a eliminación directa, con semifinales y final, sin partido por el tercer puesto. Esta etapa también se disputó bajo el sistema de sedes sanitarias. 

### Sedes
Debido a la subsistencia de la situación epidemiológica causada por la pandemia de COVID-19, se resolvió mantener el modelo de sedes en burbuja sanitarias instaurado en la temporada anterior. Durante esta temporada se expandió la cantidad de sedes a cinco, sumándose también sedes en Paraguay.
Las sedes fueron divididas de la siguiente manera: la primera etapa (fechas 1-5) se jugaron en Chile y Paraguay, mientras que la segunda etapa (fechas 6-10) y la tercera etapa (semifinales y final) se jugaron en Uruguay.
| Estadio Elías Figueroa Brander | Estadio Municipal de La Pintana | Estadio Héroes de Curupayty | Estadio Antonio Aranda   | Estadio Charrúa                                  |
|                                |                                 |                             |                          |                                                  |
| Valparaíso                     | Santiago de Chile               | Luque                       | Ciudad del Este          | Montevideo                                       |
| Fechas 1 y 2 (6 partidos)      | Fecha 3 (1 partido)             | Fecha 3 (2 partidos)        | Fecha 4 y 5 (6 partidos) | Fechas 6 a 10, semifinales y final (18 partidos) |

Originalmente, Buenos Aires fue anunciada como sede de todos los partidos de la primera etapa, a excepción de tres partidos que se iban a disputar en Chile, incluido el partido inaugural. Sin embargo, debido a los costos operativos y de logística involucrados, la Unión Argentina de Rugby y Sudamérica Rugby decidieron no seguir adelante con esta decisión a finales de diciembre de 2021.

## Equipos participantes
Durante esta temporada participaron las mismas seis franquicias que participaron en la temporada anterior.
| Franquicia       | País      | Entrenador             |
| ---------------- | --------- | ---------------------- |
| Cafeteros Pro    | Colombia  | Nicolás Galatro        |
| Cobras Brasil XV | Brasil    | Fernando Portugal      |
| Jaguares XV      | Argentina | Carlos Fernández Lobbe |
| Olimpia Lions    | Paraguay  | Ricardo Le Fort        |
| Peñarol Rugby    | Uruguay   | Pablo Bouza            |
| Selknam Rugby    | Chile     | Nicolás Bruzzone       |

### Cambios
Si bien no hubo cambios respecto a los equipos participantes durante esta temporada, uno de los equipos tuvo cambios en el ámbito administrativo: la Federación Colombiana de Rugby, dueños de Cafeteros Pro, estableció una alianza estratégica con la Unión Argentina de Rugby y Sudamérica Rugby, cediendo parte del control de la franquicia a la UAR con el objetivo de fomentar el desarrollo de rugby profesional en Colombia y estabilizar el aspecto financiero.

## Clasificación
| Pos. | Equipo           | PJ | PG | PE | PP | AF  | AC  | Dif. | Pts. Bonus | Puntos |
| ---- | ---------------- | -- | -- | -- | -- | --- | --- | ---- | ---------- | ------ |
| 1.º  | Peñarol Rugby    | 10 | 8  | 0  | 2  | 307 | 122 | +185 | 8          | 40     |
| 2.º  | Selknam Rugby    | 10 | 8  | 0  | 2  | 289 | 140 | +149 | 5          | 37     |
| 3.º  | Jaguares XV      | 10 | 6  | 0  | 4  | 322 | 210 | +112 | 7          | 31     |
| 4.º  | Cafeteros Pro    | 10 | 4  | 0  | 6  | 168 | 295 | -127 | 4          | 20     |
| 5.º  | Olimpia Lions    | 10 | 3  | 0  | 7  | 202 | 286 | -84  | 4          | 16     |
| 6.º  | Cobras Brasil XV | 10 | 1  | 0  | 9  | 145 | 380 | -235 | 2          | 6      |

Nota: Se otorgaron 4 puntos por partido ganado, 2 por empate y 0 por partido perdido
Puntos Bonus: 1 punto por anotar 4 tries o más en un partido (BO) y 1 al equipo que pierda por 7 tantos de diferencia o menos (BD).
|  | Clasificados a semifinales. |

## Primera fase

### Fecha 1
| 13 de marzo de 2022 | Peñarol | 19 - 10 | Cobras Brasil XV | Estadio Elías Figueroa Brander, Valparaíso |                                 |
|                     |         | Reporte |                  | Árbitro(s): Nehuen Jauri Rivero            | Árbitro(s): Nehuen Jauri Rivero |

| 13 de marzo de 2022 | Olimpia Lions | 22 - 20 | Selknam | Estadio Elías Figueroa Brander, Valparaíso |                                |
|                     |               | Reporte |         | Árbitro(s): Francisco González             | Árbitro(s): Francisco González |

| 13 de marzo de 2022 | Cafeteros Pro | 22 - 33 | Jaguares XV | Estadio Elías Figueroa Brander, Valparaíso |                          |
|                     |               | Reporte |             | Árbitro(s): Frank Méndez                   | Árbitro(s): Frank Méndez |

### Fecha 2
| 19 de marzo de 2022 | Olimpia Lions | 22 - 49 | Jaguares XV | Estadio Elías Figueroa Brander, Valparaíso |                                 |
|                     |               | Reporte |             | Árbitro(s): Nehuen Jauri Rivero            | Árbitro(s): Nehuen Jauri Rivero |

| 19 de marzo de 2022 | Peñarol | 44 - 0  | Cafeteros Pro | Estadio Elías Figueroa Brander, Valparaíso |                          |
|                     |         | Reporte |               | Árbitro(s): Cauã Ricardo                   | Árbitro(s): Cauã Ricardo |

| 19 de marzo de 2022 | Cobras Brasil XV | 10 - 46 | Selknam | Estadio Elías Figueroa Brander, Valparaíso |                            |
|                     |                  | Reporte |         | Árbitro(s): Tomás Bertazza                 | Árbitro(s): Tomás Bertazza |

### Fecha 3
| 25 de marzo de 2022                            | Selknam | 20 - 10 | Jaguares XV | Estadio de La Pintana, Santiago de Chile |                                |
|                                                |         | Reporte |             | Árbitro(s): Francisco González           | Árbitro(s): Francisco González |
| Primera derrota en la historia de Jaguares XV. |         |         |             |                                          |                                |

| 26 de marzo de 2022                               | Cafeteros Pro | 23 - 17 | Cobras Brasil XV | Héroes de Curupayty, Luque |                          |
|                                                   |               | Reporte |                  | Árbitro(s): Frank Méndez   | Árbitro(s): Frank Méndez |
| Primera victoria en la historia de Cafeteros Pro. |               |         |                  |                            |                          |

| 27 de marzo de 2022 | Peñarol | 13 - 15 | Olimpia Lions | Héroes de Curupayty, Luque   |                              |
|                     |         | Reporte |               | Árbitro(s): Damián Schneider | Árbitro(s): Damián Schneider |

### Fecha 4
| 2 de abril de 2022 | Selknam | 20 - 19 | Cafeteros Pro | Estadio Antonio Aranda, Ciudad del Este |                          |
|                    |         | Reporte |               | Árbitro(s): Cauã Ricardo                | Árbitro(s): Cauã Ricardo |

| 2 de abril de 2022 | Olimpia Lions | 42 - 17 | Cobras Brasil XV | Estadio Antonio Aranda, Ciudad del Este |                                 |
|                    |               | Reporte |                  | Árbitro(s): Nehuen Jauri Rivero         | Árbitro(s): Nehuen Jauri Rivero |

| 2 de abril de 2022 | Peñarol | 27 - 20 | Jaguares XV | Estadio Antonio Aranda, Ciudad del Este |                                |
|                    |         | Reporte |             | Árbitro(s): Francisco González          | Árbitro(s): Francisco González |

### Fecha 5
| 8 de abril de 2022 | Peñarol | 31 - 3  | Selknam | Estadio Antonio Aranda, Ciudad del Este |                                 |
|                    |         | Reporte |         | Árbitro(s): Nehuen Jauri Rivero         | Árbitro(s): Nehuen Jauri Rivero |

| 8 de abril de 2022 | Cobras Brasil XV | 11 - 35 | Jaguares XV | Estadio Antonio Aranda, Ciudad del Este |                          |
|                    |                  | Reporte |             | Árbitro(s): Frank Méndez                | Árbitro(s): Frank Méndez |

| 8 de abril de 2022 | Cafeteros Pro | 16 - 12 | Olimpia Lions | Estadio Antonio Aranda, Ciudad del Este |                              |
|                    |               | Reporte |               | Árbitro(s): Damián Schneider            | Árbitro(s): Damián Schneider |

### Fecha 6
| 23 de abril de 2022 | Selknam | 41 - 19 | Olimpia Lions | Estadio Charrúa, Montevideo  |                              |
|                     |         | Reporte |               | Árbitro(s): Damián Schneider | Árbitro(s): Damián Schneider |

| 23 de abril de 2022 | Jaguares XV | 26 - 17 | Cafeteros Pro | Estadio Charrúa, Montevideo     |                                 |
|                     |             | Reporte |               | Árbitro(s): Nehuen Jauri Rivero | Árbitro(s): Nehuen Jauri Rivero |

| 23 de abril de 2022 | Peñarol | 40 - 3  | Cobras Brasil XV | Estadio Charrúa, Montevideo |                          |
|                     |         | Reporte |                  | Árbitro(s): Frank Méndez    | Árbitro(s): Frank Méndez |

### Fecha 7
| 29 de abril de 2022 | Cobras Brasil XV | 8 - 37  | Selknam | Estadio Charrúa, Montevideo  |                              |
|                     |                  | Reporte |         | Árbitro(s): Juan Manuel León | Árbitro(s): Juan Manuel León |

| 29 de abril de 2022 | Peñarol | 51 - 28 | Cafeteros Pro | Estadio Charrúa, Montevideo  |                              |
|                     |         | Reporte |               | Árbitro(s): Damián Schneider | Árbitro(s): Damián Schneider |

| 29 de abril de 2022 | Olimpia Lions | 21 - 41 | Jaguares XV | Estadio Charrúa, Montevideo |                          |
|                     |               | Reporte |             | Árbitro(s): Frank Méndez    | Árbitro(s): Frank Méndez |

### Fecha 8
| 4 de mayo de 2022 | Selknam | 23 - 10 | Jaguares XV | Estadio Charrúa, Montevideo  |                              |
|                   |         | Reporte |             | Árbitro(s): Damián Schneider | Árbitro(s): Damián Schneider |

| 4 de mayo de 2022 | Peñarol | 42 - 14 | Olimpia Lions | Estadio Charrúa, Montevideo     |                                 |
|                   |         | Reporte |               | Árbitro(s): Nehuen Jauri Rivero | Árbitro(s): Nehuen Jauri Rivero |

| 4 de mayo de 2022 | Cobras Brasil XV | 18 - 29 | Cafeteros Pro | Estadio Charrúa, Montevideo    |                                |
|                   |                  | Reporte |               | Árbitro(s): Francisco González | Árbitro(s): Francisco González |

### Fecha 9
| 10 de mayo de 2022 | Cafeteros Pro | 3 - 64  | Selknam | Estadio Charrúa, Montevideo     |                                 |
|                    |               | Reporte |         | Árbitro(s): Nehuen Jauri Rivero | Árbitro(s): Nehuen Jauri Rivero |

| 10 de mayo de 2022 | Olimpia Lions | 25 - 36 | Cobras Brasil XV | Estadio Charrúa, Montevideo  |                              |
|                    |               | Reporte |                  | Árbitro(s): Juan Manuel León | Árbitro(s): Juan Manuel León |

| 10 de mayo de 2022 | Peñarol | 32 - 14 | Jaguares XV | Estadio Charrúa, Montevideo  |                              |
|                    |         | Reporte |             | Árbitro(s): Felipe Balbontin | Árbitro(s): Felipe Balbontin |

### Fecha 10
| 15 de mayo de 2022 | Cafeteros Pro | 11 - 10 | Olimpia Lions | Estadio Charrúa, Montevideo    |                                |
|                    |               | Reporte |               | Árbitro(s): Francisco González | Árbitro(s): Francisco González |

| 15 de mayo de 2022 | Jaguares XV | 84 - 15 | Cobras Brasil XV | Estadio Charrúa, Montevideo |                          |
|                    |             | Reporte |                  | Árbitro(s): Frank Méndez    | Árbitro(s): Frank Méndez |

| 15 de mayo de 2022 | Peñarol | 8 - 15  | Selknam | Estadio Charrúa, Montevideo     |                                 |
|                    |         | Reporte |         | Árbitro(s): Nehuen Jauri Rivero | Árbitro(s): Nehuen Jauri Rivero |

## Fase final

### Semifinal
| 20 de mayo de 2022 | Selknam | 16 - 10 | Jaguares XV | Estadio Charrúa, Montevideo    |                                |
|                    |         | Reporte |             | Árbitro(s): Francisco González | Árbitro(s): Francisco González |

| 20 de mayo de 2022 | Peñarol | 34 - 13 | Cafeteros Pro | Estadio Charrúa, Montevideo     |                                 |
|                    |         | Reporte |               | Árbitro(s): Nehuén Jauri Rivero | Árbitro(s): Nehuén Jauri Rivero |

### Final
| 27 de mayo de 2022 | Peñarol | 24 - 13 | Selknam | Estadio Charrúa, Montevideo     |                                 |
|                    |         | Reporte |         | Árbitro(s): Nehuén Jauri Rivero | Árbitro(s): Nehuén Jauri Rivero |

| Bandera de Uruguay |
| Campeón Peñarol    |
| Primer título      |

## Estadísticas

### SLAR XV 2022
Veintitrés jugadores (quince titulares y ocho reservas) fueron elegidos como parte del equipo ideal del certamen. Manuel Ardao fue elegido MVP del Torneo.
| Nro. | Nombre                 | Equipo           |
| ---- | ---------------------- | ---------------- |
| 1    | Javier Corvalán        | Cafeteros Pro    |
| 2    | Guillermo Pujadas      | Peñarol Rugby    |
| 3    | Luis Enrique Quinteros | Olimpia Lions    |
| 4    | Franco Molina          | Selknam Rugby    |
| 5    | Eric Dosantos          | Peñarol Rugby    |
| 6    | Cléber Dias            | Cobras Brasil XV |
| 7    | Santiago Civetta       | Peñarol Rugby    |
| 8    | Manuel Ardao           | Peñarol Rugby    |
| 9    | Eliseo Morales         | Cafeteros Pro    |
| 10   | Felipe Etcheverry      | Peñarol Rugby    |
| 11   | Martín Bogado          | Jaguares XV      |
| 12   | Andrés Vilaseca        | Peñarol Rugby    |
| 13   | Domingo Saavedra       | Selknam Rugby    |
| 14   | Julián Quetglas        | Olimpia Lions    |
| 15   | Francisco Urroz        | Selknam Rugby    |

| Nro. | Nombre                 | Equipo        |
| ---- | ---------------------- | ------------- |
| 16   | Tomás Dussaillant      | Selknam Rugby |
| 17   | Juan Echeverría        | Peñarol Rugby |
| 18   | Matías Dittus          | Selknam Rugby |
| 19   | Nahuel Milan           | Peñarol Rugby |
| 20   | Alfonso Escobar        | Selknam Rugby |
| 21   | Tomás Inciarte         | Peñarol Rugby |
| 22   | Juan Pablo Castro      | Jaguares XV   |
| 23   | Gerónimo Prisciantelli | Jaguares XV   |

### Máximos anotadores
| Pos. | Nombre                 | Equipo           | Pts. |
| ---- | ---------------------- | ---------------- | ---- |
| 1.º  | Francisco Urroz        | Selknam Rugby    | 101  |
| 2.º  | Felipe Etcheverry      | Peñarol Rugby    | 82   |
| 3.º  | Gerónimo Prisciantelli | Jaguares XV      | 77   |
| 4.º  | Eliseo Morales         | Cafeteros Pro    | 52   |
| 5.º  | Diego Walter           | Olimpia Lions    | 43   |
| 6.º  | Ignacio Mendy          | Jaguares XV      | 40   |
| 7.º  | Martín Bogado          | Jaguares XV      | 40   |
| 8.º  | Santiago Mare          | Jaguares XV      | 37   |
| 9.º  | Lucas Tranquez         | Cobras Brasil XV | 34   |
| 10.º | Julián Hernández       | Cafeteros Pro    | 34   |

Actualizado al final de la temporada.

## Principales Transferencias
| Jugador                  | Club 2022        | Transferido a        |
| Javier Corvalan          | Cafeteros Pro    | Pampas XV            |
| Boris Wenger             | Cafeteros Pro    | Dogos XV             |
| Federico Lavanini        | Cafeteros Pro    | Pampas XV            |
| Diver Ceballos           | Cafeteros Pro    | American Raptors     |
| Felipe Puertas           | Cafeteros Pro    | Yacare XV            |
| Eliseo Morales           | Cafeteros Pro    | Pampas XV            |
| Julián Hernández         | Cafeteros Pro    | Dogos XV             |
| Juan David Agudelo       | Cafeteros Pro    | American Raptors     |
| Leonardo Gea Salim       | Cafeteros Pro    | Dogos XV             |
| Alain Altahona           | Cafeteros Pro    | American Raptors     |
| Franco Giudice           | Cafeteros Pro    | Dogos XV             |
| Mayco Vivas              | Jaguares XV      | Gloucester           |
| Bautista Bernasconi      | Jaguares XV      | Benetton             |
| Ignacio Ruiz             | Jaguares XV      | London Irish         |
| Lucio Anconetoni         | Jaguares XV      | Cobras Brasil XV     |
| Rodrigo Fernández Criado | Jaguares XV      | Pampas XV            |
| Pedro Rubiolo            | Jaguares XV      | Newcastle Falcons    |
| Jerónimo Gómez Vara      | Jaguares XV      | Dallas Jackals       |
| Bautista Pedemonte       | Jaguares XV      | Vannes               |
| Gerónimo Prisciantelli   | Jaguares XV      | Zebre                |
| Santiago Mare            | Jaguares XV      | Mogliano             |
| Martín Bogado            | Jaguares XV      | Highlanders          |
| Mendy, Ignacio           | Jaguares XV      | Benetton             |
| Franco Molina            | Selknam Rugby    | Dogos XV             |
| Juan Zuccarino           | Selknam Rugby    | Peñarol Rugby        |
| Sebastián Otero          | Selknam Rugby    | American Raptors     |
| Matías Dittus            | Selknam Rugby    | Périgueux            |
| Martín Sigren            | Selknam Rugby    | Doncaster Knights    |
| Juan Echeverría          | Peñarol Rugby    | American Raptors     |
| Diego Magno              | Peñarol Rugby    | American Raptors     |
| Nahuel Milán             | Peñarol Rugby    | Rugby ATL            |
| Andrés Vilaseca          | Peñarol Rugby    | Vannes               |
| Nicolás Roger            | Peñarol Rugby    | CUS Torino           |
| Mariano Muntaner         | Olimpia Lions    | El Salvador Rugby    |
| Enrique Quinteros        | Olimpia Lions    | New York Ironworkers |
| Ignacio Gandini          | Olimpia Lions    | Dogos XV             |
| Mariano Romanini         | Olimpia Lions    | Viadana              |
| Simon Bienvenu           | Cobras Brasil XV | Liberado             |
| Daniel Sancery           | Cobras Brasil XV | Graulhet             |